# Firmo di Cesarea
Firmo di Cesarea (in greco antico: Φίρμος Καισαρείας?; ... 350 circa – 439 circa) è stato un arcivescovo bizantino, metropolita di Cesarea dal 431 alla morte.

## Biografia
Nel 431 prese parte al Concilio di Efeso, schierandosi dalla parte di Cirillo di Alessandria contro l'eresia nestoriana. Successivamente fu uno dei sette rappresentanti del Concilio a recarsi da Teodosio II per informarlo sul svolgimento.
Di lui sono sopravvissute 46 (o 45) epistole scritte prevalentemente nella primavera e nell'estate del 432. Le brevi lettere sono prevalentemente di natura famigliare e affrontano prevalentemente argomenti quali l'amicizia, la caccia e lo scambio di regali. Inoltre ci è pervenuta una sua omelia tradotta in lingua etiope.